# 路易斯·马里亚·阿蒂恩萨
路易斯·马里亚·阿蒂恩萨·塞尔纳（西班牙語：Luis María Atienza Serna，1957年8月30日—），是西班牙巴斯克自治区政治人物。1994年至1996年担任西班牙农业、渔业与食品大臣。

## 生平
1957年出生于特雷斯帕德尔内。毕业于德乌斯托大学，获得经济学学位。后在巴斯克自治区政府工作。1994年5月接替辞职的维森特·阿尔韦罗出任农业、渔业与食品大臣，成为政府中最年轻的阁员。
2004年7月被任命为西班牙电网公司总裁。直到2012年3月被人民党的何塞·福尔加多接替职位。